# Radnóti László
Radnóti László (Szeged, 1940. május 19. –) magyar újságíró.

## Életútja
1960 és 1965 között a szegedi József Attila Tudományegyetem Bölcsészet- és Társadalomtudományi Karán majd a berlini Humboldt Egyetemen végezte egyetemi tanulmányait.
1965-től 42 éven át volt a Magyar Rádió munkatársa, majd főmunkatársa. 1971-ig a német nyelvű műsorok szerkesztő-riportereként dolgozott, majd bel- és gazdaságpolitikai műsorokat vezetett. 1971-től a politikai adások főszerkesztőségén, később a sportosztályon dolgozott. 1993–94-ben az ifjúsági főszerkesztőség vezetője, 1994. január–augusztus között a Petőfi Rádió főszerkesztő-helyettese volt. 1993-tól a Duna Televízió sportfőszerkesztőjeként tevékenykedett. Pályafutása során 104 országban járt.
Fiatal korában a Csepel és a Vasas színeiben vívott. 1987-ben szenior világbajnoki címe szerzett Lausanne-ban, ahol a döntőben az 1963-as párbajtőr vb-győztes osztrák Roland Losertet győzte le.
Idős éveit Gödöllőn éli; több rákműtéten esett át.

## Családja
Szülei Radnóti László és Szobonya Ilona voltak. Jelenlegi felesége Róth Katalin. Két házasságából három gyermek született: Márk (1972), Gergely (1975) és Eszter (1994). Idősebb fia Ausztráliában él, ahol az unoka a vívóválogatott tagja lett. Másik fia projektmenedzsmenttel, szellemi alkotások kezelésével foglalkozik, míg lánya pszichológus lett. Három unokája van.

## Díjai, elismerései
- Magyar Népköztársasági Sportérdemérem – ezüst fokozat (1975)
- Sport Sajtódíj (1995)
- Feleki László-díj (1997)
- MOB-médiadíj  (2002)
- Életműdíj (Magyar Sportújságírók Szövetsége) (2008)
- Magyar Érdemrend tisztikeresztje (2013, polgári tagozat)